# 春川真澄
春川 真澄（日文：春川 ますみ，1935年11月10日—），是日本栃木縣宇都宮市出身的女演員。她於1958年出道以來總共演出了多過140部電影。

## 主要演出
| 年分           | 名稱                        | 種類     | 角色                  |
| -------------- | --------------------------- | -------- | --------------------- |
| 1963年         | 日本昆蟲記                  | 電影     | 谷みどり              |
| 1964年         | 眠狂四郎女妖劍              | 電影     | 阿仙                  |
| 1968年         | 肉彈                        | 電影     | 穿前圍裙的阿姨        |
| 1969年         | 風林火山                    | 電影     | 武平之妻              |
| 1970年         | 寅次郎的故事3 戀愛大放題    | 電影     | 駒子                  |
| 1974年         | 田園之死                    | 電影     | 空氣女                |
| 1974年         | 寅次郎的故事14 寅次郎搖籃曲 | 電影     | 踴子                  |
| 1975年－1979年 | 拖卡野郎                    | 電影系列 | 松下君江              |
| 1975年－1981年 | 江戶斬（第2部－第6部）      | 電視劇   | 御政                  |
| 1978年－1987年 | 暴坊將軍（第1部－第2部）    | 電視劇   | 辰五郎妻·阿歲（初代） |
| 1985年         | 春之波濤                    | 電視劇   | 篠                    |
| 1987年         | 八千公物語                  | 電影     |                       |

## 外部連結
- 春川真澄在互联网电影资料库（IMDb）上的資料（英文）
- 日本電影數據庫（JMDb）上春川真澄的資料（日語）